# Pappa Lap
Pour plus de détails, voir Fiche technique et Distribution.
Pappa Lap 'n Verhaal van n pa en sy dogter (Pappa Lap: l'histoire d'un père et de sa fille  en français) est un film sud-africain en langue afrikaans, réalisé par Jans Rautenbach en 1971. 
Le film évoque les divisions de classe au sein de la nation Afrikaner, en particulier la section marginalisée des Afrikaners blancs les plus pauvres. 

## Synopsis
La relation entre un père, veuf, de classe sociale modeste, avec sa fille romantique de 17 ans laquelle devra effectuer un choix cornélien concernant la robe qu'elle devra porter pour la fête de fin d'année, celle rouge et mauve fabriquée en secret par son père ou celle blanche, élégante et de dentelle offerte par son institutrice.

## Genre
Le film est un mélodrame.

## Fiche technique
- Distributeur : Sewentig
- Film en couleur
- Film en langue afrikaans
- Réalisateur : Jans Rautenbach
- Photographie : Koos Roets
- Durée : 90 minutes
- Origine :  Afrique du Sud
- Sortie en Afrique du Sud : 28 juin 1971

## Distribution
- Gordon Vorster : Pappa Lap (Herklaas Hattingh)
- Katinka Heyns : Krissie Hattingh
- Hermien Dommisse : Mrs. Hofmeyer
- Marga van Rooy : Maggie Kleynhans
- Manie Botha : Harry
- Trix Pienaar : Donna
- Douglas Watson : Frans
- Freddie Prozesky : Billy
- Hannetjie Frit : Elsebeth
- Johan Mouton : Schoeman